# Saperda florissantensis
Saperda florissantensis là một loài bọ cánh cứng trong họ Cerambycidae.